# Библиотека Палафоксиана
Библиотека Палафоксиана — библиотека в Пуэбле, Мексика. Основана в 1646 году. Была первой публичной библиотекой в колониальной Мексике, и иногда считается первой в Америке. В библиотеке содержится более 41000 книг и рукописей, созданных с XV по XX век. В 2005 году библиотека была включена в программу ЮНЕСКО Память мира.

## История
Библиотеку Palafoxiana основал Хуан-де-Палафокс-и-Мендоса, епископ Пуэблы. Он был любителем книг, показательно его высказывание:
«Кто живёт без книг — тот в безутешной темноте, на горе без спутников, на пути без посоха, в темноте без поводыря».
6 сентября 1646 Палафокс-и-Мендоса пожертвовал 5000 собственных экземпляров в Коллегию де-Сан-Хуан, которая была основана им — при условии, что они будут доступны широкой публике. Он пишет, что
«это очень полезно и удобно, и должна быть в этом городе и королевстве публичная библиотека, где все люди смогут учиться так, как они хотят».
Более века спустя Франциско Фабиан-и-Фуэро отдал приказ на строительство помещений, которые в настоящее время составляют Библиотеку Палафоксиана. Он пожертвовал свою коллекцию, к которой со временем были добавлены коллекции епископов Мануэля Фернандес-де-Санта-Крус, Франсиско Пабло Васкеса и декана собора Франциско Иригойена, как и тома из религиозных школ Пуэблы и от частных лиц. Собрание библиотеки также пополнили книги, изъятые у иезуитов после их изгнания в 1767 году.
Библиотека была достроена в 1773 году и состояла из 43-метрового сводчатого зала на втором этаже Коллегии. Было сооружено два уровня книжных полок, и обретено ретабло Мадонны Трапани работы Нино Пизано. К середине XIX века размер собрания потребовал третий уровень книжных полок.
Два землетрясения в 1999 году нанесли ущерб зданию и книжным полкам; библиотека была восстановлена в 2001 году. Библиотека открыта с понедельника по пятницу с 10 утра до 5 вечера, и в субботу и воскресенье с 10 утра до 4 вечера.

## Собрание
В библиотеке содержится более 41000 книг и рукописей, созданных с XV по XX век. Также в коллекции имеется 9 инкунабул. В библиотеке сохранилось одно из немногих (и единственное в Америке) дошедших до наших дней средневековых книжных колёс.